# District de Gwalior
Pour les articles homonymes, voir Guna (homonymie).
Le district de Gwalior  (hindi : ग्वालियर जिला)est un district  de l'état du Madhya Pradesh, en Inde

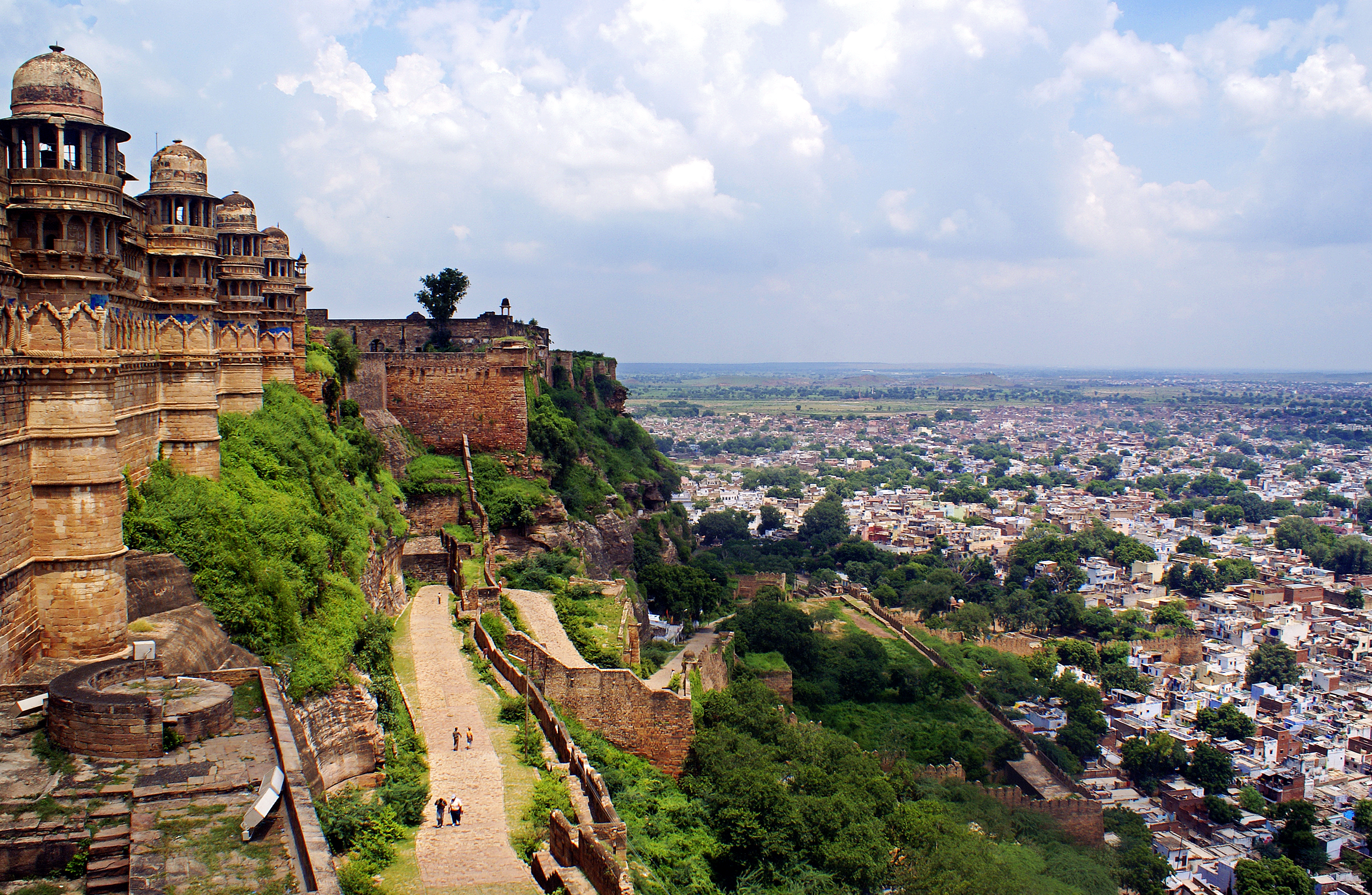
Vue de la ville de Gwalior depuis le fort de Gwalior

## Géographie
Au recensement de 2011, sa population compte 2 032 036 habitants pour une superficie de 4 560 km2.
Son chef-lieu est la ville de Gwalior. 